# Fondazione per l'infanzia Ronald McDonald
La Fondazione per l'infanzia Ronald McDonald (nome originale in inglese: Ronald McDonald House Charities, abbreviato in RMHC) è un'organizzazione non profit internazionale fondata nel 1974 al fine di offrire ospitalità e assistenza ai bambini e alle loro famiglie durante il periodo di degenza ospedaliera.

## Attività: la terapia dell'accoglienza
La Fondazione per l'infanzia Ronald McDonald Italia aiuta le famiglie a stare vicino ai propri figli, in modo che quest'ultimi possano vivere il proprio percorso di guarigione il più serenamente possibile. Il modus operandi della Fondazione si basa sul modello Family Centered Care, una pratica assistenziale, che riconosce la centralità della famiglia nella vita del bambino con problemi di salute, coinvolgendola attivamente lungo tutto il percorso di cura.

## La storia
La prima casa Ronald McDonald viene inaugurata nel 1974 a Philadelphia. In quell'anno, il giocatore di football americano Fred Hill, scopre che sua figlia Kim soffre di leucemia. È proprio durante il periodo di malattia che il giocatore si rende conto dell'importanza di avere uno spazio in cui le famiglie dei bambini malati possano ritrovarsi per sostenersi a vicenda. L'idea si concretizzò nello stesso anno grazie all'intervento di Ray Kroc, fondatore di McDonald's, che colpito dall'idea decide di finanziarla. 
Ronald McDonald House Charities è un'organizzazione internazionale che opera in 64 Paesi con 367 case Ronald e 250 Family Room; può contare sull'aiuto di 536.000 volontari, che ogni anno sostengono più di 5,7 milioni di bambini e famiglie di tutto il mondo.

## Programmi internazionali
I principali programmi internazionali della Fondazione Ronald McDonald sono:
Case Ronald: ambienti accoglienti vicini agli ospedali, dove le famiglie possono trovare il comfort e la serenità necessarie per affrontare la malattia del figlio. 
Family Room: luoghi familiari per riposarsi e stare insieme all'interno dell'ospedale.
Care mobile: veicoli che portano nelle zone più bisognose del mondo le cure di cui i bambini hanno bisogno.
Grants: programma per ridurre il tasso di mortalità maternale e infantile nei paesi più bisognosi.

## La Fondazione in Italia
La Fondazione per l'Infanzia Ronald McDonald Italia è stata istituita nel 1999. Nella Penisola attualmente esistono quattro Case Ronald, due a Roma, una a Firenze, una a Brescia; inoltre, sono presenti sul territorio due Family Room, una a Bologna e una ad Alessandria. I progetti principali della Fondazione sono:
Hospitality à la carte
La missione del progetto è portare il sorriso, il calore e il comfort di una casa ai bambini e alle loro famiglie durante la permanenza in ospedale. È un carrello mobile, grazie al quale i volontari della Fondazione donano non solo il buonumore, ma anche beni di prima necessità come giochi, letture, snack, bevande e prodotti per l'igiene.
Case Ronald McDonald: Le case Ronald, nate dall'idea che nient'altro dovrebbe gravare sulle famiglie che stanno affrontando la malattia di un figlio, sono alloggi solidali in cui viene offerta ospitalità e assistenza ai bambini malati e alle loro famiglie quando la cura è lontana da casa. Le Family Room sono spazi all'interno dei padiglioni pediatrici di alcuni importanti ospedali italiani; tali luoghi accoglienti sono adibiti alle famiglie che hanno bisogno di una pausa restando vicino al proprio bambino durante il periodo dell'ospedalizzazione.
Casa Ronald Brescia è una delle 4 Case Ronald presenti in Italia. La struttura, nata nel 2008, può accogliere e assistere fino a 7 famiglie durante il loro percorso di cura o di terapia ospedaliera. L'immobile, di proprietà di Fondazione Casa di Dio onlus, è stato dato in comodato d'uso gratuito a Fondazione Ronald che lo gestisce come Casa Ronald.
Casa Ronald Firenze. La struttura è nata nel 2013 per offrire, anche a Firenze, ospitalità ed assistenza ai bambini malati e alle loro famiglie durante il percorso di cura o di terapia ospedaliera. La Casa Ronald di Firenze può accogliere fino a 8 famiglie. Tale struttura è stata, inoltre, la sede della presentazione del libro che celebra i primi 15 anni di attività della Fondazione per l'Infanzia Ronald McDonald. 
Casa Ronald Palidoro nasce nel 2008 ed è la più grande delle 4 Case Ronald presenti in Italia; infatti, può ospitare fino a 33 famiglie. Come per le altre Case Ronald, si tratta di struttura che offre ospitalità ed assistenza ai bambini e alle loro famiglie durante il percorso di cura o di terapia ospedaliera. 
Casa Ronald Roma Bellosguardo è la seconda struttura aperta a Roma. Nata nel 2011, può accogliere fino a 16 bambini e offrire loro e alle loro famiglie l'ospitalità e l'assistenza necessarie durante il percorso di cura.
Family Room
Si tratta di aree situate all'interno del padiglione medico pediatrico, dedicate alle famiglie con figli impegnati nelle cure ospedaliere. La prima Family Room è stata inaugurata nel 2008 a Bologna , la seconda nel 2011 ad Alessandria.

## Onorificenze
Il posto giusto, un libro per sostenere la Fondazione Ronald McDonald.